# Cyclopina tuberculata
Cyclopina tuberculata is een eenoogkreeftjessoort uit de familie van de Cyclopinidae. De wetenschappelijke naam van de soort is voor het eerst geldig gepubliceerd in 1962 door Herbst.